# Chiesa di San Canciano Martire (Crauglio)
La chiesa di San Canciano Martire è la parrocchiale di Crauglio, in provincia di Udine ed arcidiocesi di Gorizia; fa parte del decanato di Visco.

## Storia
Si sa che la primitiva chiesa di Crauglio, dipendente dalla pieve di Aiello del Friuli, venne costruita tra la fine del XIII e l'inizio del XIV secolo. 
Da una relazione datata 3 aprile 1570, si viene a sapere che la chiesetta di Crauglio era ad un'unica navata e aveva un piccolo presbiterio e che l'ingresso della stessa era preceduto da un pronao dove era collocato un altare costituito da una semplice mensa rialzata di un paio di gradini.
Nel 1624 la chiesetta venne totalmente ristrutturata.
Alla fine del XVII secolo la cappella venne demolita, al fine di lasciare spazio per l'edificazione della nuova chiesa.
I lavori di costruzione dell'attuale chiesa iniziarono nel 1700 e terminarono nel 1710.
La consacrazione venne impartita dall'arcivescovo di Gorizia Carlo Michele d'Attems il 4 ottobre 1766. 
Tra il 1925 e il 1926 la chiesa venne restaurata e, nel 1935, divenne sede della nuova parrocchia di Crauglio, eretta con decreto arcivescovile con territorio dismembrato da quella di Aiello del Friuli.